# یواس‌اس ریچارد ال. پیج (اف‌اف‌جی-۵)
یواس‌اس ریچارد ال. پیج (اف‌اف‌جی-۵) (به انگلیسی: USS Richard L. Page (FFG-5)) یک کشتی بود که طول آن ۴۱۴ فوت (۱۲۶ متر) بود. این کشتی در سال ۱۹۶۶ ساخته شد.